# Акун (острів)
Акун (алеут. Akungan, англ. Akun Island) — невеликий острів, який входить до складу Лисячих островів (англ. Fox Islands), підгрупи Алеутських островів. Входить до складу штату Аляска, США.

## Географія
Лежить на схід від острова Акутан і на південний захід від острова Унімак, в протоці Унімак. Площа острова складає 166,77 км², постійне населення відсутнє. На острові мешкає популяція диких корів, нащадків тварин, залишеними російськими колоністами. Північну частину острова складає активний вулкан Гілберт, 819 м. За 1,6 км на південь від Акуна лежить острів Поа.

## Історія
Назву острову дали в 1830 році Веньямінов і Літке, на карту заніс гідрограф Тебеньков в 1852 році. Увечері 22 травня 1928 року на узбережжі острова зазнав аварії вітрильник «Зірка Фолкленду», який в тумані налетів на прибережні камені. На наступний день на допомогу потерпілим кораблетрощу прибув катер берегової охорони «Хайда» і судно обслуговування маяків «Кедр». Вдалося врятувати 312 із 320 членів екіпажу і пасажирів парусника, що стало однією з найуспішніших рятувальних операцій в історії берегової охорони США.